# Банахова теорема о непокретној тачки
Банахова теорема о непокретној тачки (такође позната као теорема о контракционом пресликавању или принцип контракционог пресликавања) је важан алат у теорији метричких простора; она гарантује постојање и јединственост непокретних тачака одређених пресликавања из неког метричког простора у самог себе, и даје конструктивни метод за проналажење тих непокретних тачака. Теорема је добила име по Стефану Банаху, (1892—1945), који ју је и изрекао 1922. године

## Теорема
Нека је (X, d) непразан комплетан метрички простор. Нека је T : X → X контракција на X, то јест: постоји ненегативан реалан број , такав да
{\displaystyle d(Tx,Ty)\leq q\cdot d(x,y)}
за свако x, y из X. Тада пресликавање T има једну и само једну непокретну тачку  у X (ово значи да ). Штавише, та непокретна тачка може да се нађе на следећи начин: пође се од произвољног елемента  из X и дефинише се итеративни низ, као  за n = 1, 2, 3, ... овај низ конвергира, и лимес му је управо . Следећа неједнакост описује брзину конвергенције:
{\displaystyle d(x^{*},x_{n})\leq {\frac {q^{n}}{1-q}}d(x_{1},x_{0})}.
Еквивалентно,
{\displaystyle d(x^{*},x_{n+1})\leq {\frac {q}{1-q}}d(x_{n+1},x_{n})}
и
{\displaystyle d(x^{*},x_{n+1})\leq qd(x_{n},x^{*})}.
Најмања вредност q се понекад назива Липшицовом константом.
Ваља уочити да захтев  за све различите x и y у општем случају није довољан да осигура постојање непокретне тачке, као што се види из пресликавања  са T(x) = x + 1/x, које нема непокретну тачку. Међутим, ако је простор X компактан, онда и ова слабија претпоставка имплицира све исказе теореме.
Када се теорема користи у пракси, обично је најтежи део да се дефинише X на такав начин да T заиста слика из X у X, то јест да је Tx увек елемент из X.

## Доказ
Узмимо било које {\displaystyle x_{0}\in (X,d)}. За свако {\displaystyle n\in \{1,2,\ldots \}}, дефинишемо {\displaystyle x_{n}=Tx_{n-1}\,\!}. Тврдимо да за свако {\displaystyle n\in \{1,2,\dots \}}, важи следеће:
{\displaystyle d(x_{n+1},x_{n})\leq q^{n}d(x_{1},x_{0})}.
Да бисмо ово показали, користићемо индукцију. Горњи исказ је тачан за случај {\displaystyle n=1\,\!}, за
{\displaystyle d(x_{1+1},x_{1})=d(x_{2},x_{1})=d(Tx_{1},Tx_{0})\leq qd(x_{1},x_{0})}.
Претпоставимо да горње тврђење важи за неко {\displaystyle k\in \{1,2,\ldots \}}. Тада имамо
| {\displaystyle d(x_{(k+1)+1},x_{k+1})\,\!} | {\displaystyle =d(x_{k+2},x_{k+1})\,\!}         |
|                                            | {\displaystyle =d(Tx_{k+1},Tx_{k})\,\!}         |
|                                            | {\displaystyle \leq qd(x_{k+1},x_{k})}          |
|                                            | {\displaystyle \leq q\cdot q^{k}d(x_{1},x_{0})} |
|                                            | {\displaystyle =q^{k+1}d(x_{1},x_{0})\,\!}.     |
По индукцији, горње тврђење важи за свако {\displaystyle n\in \{1,2,\ldots \}}.
Нека је {\displaystyle \epsilon >0\,\!}. Како је {\displaystyle 0\leq q<1}, можемо да нађемо велико {\displaystyle N\in \{1,2,\ldots \}} тако да
{\displaystyle q^{N}<{\frac {\epsilon (1-q)}{d(x_{1},x_{0})}}}.
Користећи горње тврђење, за свако {\displaystyle m\,\!}, {\displaystyle n\in \{0,1,\ldots \}} где је {\displaystyle m>n\geq N}, имамо
| {\displaystyle d\left(x_{m},x_{n}\right)} | {\displaystyle \leq d(x_{m},x_{m-1})+d(x_{m-1},x_{m-2})+\cdots +d(x_{n+1},x_{n})}            |
|                                           | {\displaystyle \leq q^{m-1}d(x_{1},x_{0})+q^{m-2}d(x_{1},x_{0})+\cdots +q^{n}d(x_{1},x_{0})} |
|                                           | {\displaystyle =d(x_{1},x_{0})q^{n}\cdot \sum _{k=0}^{m-n-1}q^{k}}                           |
|                                           | {\displaystyle <d(x_{1},x_{0})q^{n}\cdot \sum _{k=0}^{\infty }q^{k}}                         |
|                                           | {\displaystyle =d(x_{1},x_{0})q^{n}{\frac {1}{1-q}}}                                         |
|                                           | {\displaystyle =q^{n}{\frac {d(x_{1},x_{0})}{1-q}}}                                          |
|                                           | {\displaystyle <{\frac {\epsilon (1-q)}{d(x_{1},x_{0})}}\cdot {\frac {d(x_{1},x_{0})}{1-q}}} |
|                                           | {\displaystyle =\epsilon \,\!}.                                                              |
Неједнакост у првој линији следи из узастопне примене неједнакости троугла; ред у четвртој линији је геометријски ред са {\displaystyle 0\leq q<1} и стога конвергира. Горе се види да је {\displaystyle \{x_{n}\}_{n\geq 0}} Кошијев низ у {\displaystyle (X,d)\,\!} и стога конвергира по комплетности. Значи, нека је {\displaystyle x^{*}=\lim _{n\to \infty }x_{n}}. Уводимо два тврђења: (1) {\displaystyle x^{*}\,\!} је непокретна тачка за {\displaystyle T\,\!}. То јест, {\displaystyle Tx^{*}=x^{*}\,\!}; (2) {\displaystyle x^{*}\,\!} је једина непокретна тачка за {\displaystyle T\,\!} у {\displaystyle (X,d)\,\!}.
Да би се видело (1), уочавамо да за свако {\displaystyle n\in \{0,1,\ldots \}},
{\displaystyle 0\leq d(x_{n+1},Tx^{*})=d(Tx_{n},Tx^{*})\leq qd(x_{n},x^{*})}.
Како је {\displaystyle qd(x_{n},x^{*})\to 0} за {\displaystyle n\to \infty }, теорема о два полицајца показује да {\displaystyle \lim _{n\to \infty }d(x_{n+1},Tx^{*})=0}. Ово показује да {\displaystyle x_{n}\to Tx^{*}} када {\displaystyle n\to \infty }. Међутим {\displaystyle x_{n}\to x^{*}} када {\displaystyle n\to \infty }, и лимеси су јединствени; стога мора да важи {\displaystyle x^{*}=Tx^{*}\,\!}.
Да би се показало (2), претпоставимо да {\displaystyle y\,\!} такође задовољава једнакост {\displaystyle Ty=y\,\!}. Тада
{\displaystyle 0\leq d(x^{*},y)=d(Tx^{*},Ty)\leq qd(x^{*},y)}.
Ако се сетимо да {\displaystyle 0\leq q<1}, горњи исказ имплицира да {\displaystyle 0\leq (1-q)d(x^{*},y)\leq 0}, што показује да {\displaystyle d(x^{*},y)=0\,\!}, одакле по позитивној дефинитности следи {\displaystyle x^{*}=y\,\!} и доказ је комплетан.

## Примене
Стандардна примена је доказ Пикард-Линделефове теореме о постојању и јединствености решења одређених ординарних диференцијалних једначина. Тражено решење диференцијалне једначине се изрази као непокретна тачка погодног интегралског оператора који трансформише непокретне функције у непокретне функције. Банахова теорема о непокретној тачки се затим користи да покаже да овај оператор има јединствену непокретну тачку.

## Обратна тврђења
Постоји неколико обратних тврђења за Банахов принцип контракције. Следи један који је дао Чеслав Бесага (Czesław Bessaga):
Нека је {\displaystyle f:X\rightarrow X} пресликавање апстрактног скупа, такво да свака итерирана функција  има јединствену непокретну тачку. Нека је q реалан број, 0 &lt; q &lt; 1. Онда постоји комплетан метрички простор на X, такав да је f контрактивна, и q је контракциона константа.